# Вільянуева-де-лас-Торрес
Вільянуева-де-лас-Торрес (ісп. Villanueva de las Torres) — муніципалітет в Іспанії, у складі автономної спільноти Андалусія, у провінції Гранада. Населення — 708 осіб (2010).
Муніципалітет розташований на відстані близько 320 км на південь від Мадрида, 60 км на північний схід від Гранади.

## Демографія
Динаміка населення (INE ):

## Галерея зображень

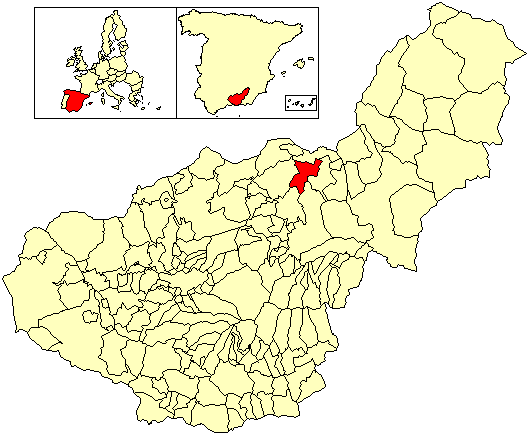
Розташування муніципалітету у провінції Гранада